# Mefalsim
Mefalsim (hebrejsky מְפַלְּסִים, doslova „Razitelé cest“, v oficiálním přepisu do angličtiny Mefallesim) je vesnice typu kibuc v Izraeli, v Jižním distriktu, v Oblastní radě Ša'ar ha-Negev.

## Geografie
Leží v nadmořské výšce 99 metrů na severozápadním okraji pouště Negev; v oblasti která byla od 2. poloviny 20. století intenzivně zúrodňována a zavlažována a ztratila charakter pouštní krajiny. Jde o zemědělsky obdělávaný pás přiléhající k pásmu Gazy a navazující na pobřežní nížinu. Severně od vesnice začíná u vrchu Giv'at Nizmit vádí Nachal Chajal, podél jižního okraje kibucu protéká vádí Nachal Mefalsim, které jihozápadně od vesnice u pahorků Tel Irit a Tel Mefalsim ústí do Nachal Chanun.
Obec se nachází 11 kilometrů od břehu Středozemního moře, cca 67 kilometrů jihojihozápadně od centra Tel Avivu, cca 70 kilometrů jihozápadně od historického jádra Jeruzalému a 4 kilometry jihozápadně od města Sderot. Mefalsim obývají Židé, přičemž osídlení v tomto regionu je etnicky převážně židovské. 2 kilometry západním směrem ale začíná pásmo Gazy s početnou arabskou (palestinskou) populací.
Mefalsim je na dopravní síť napojen pomocí lokální silnice 232.

## Dějiny
Mefalsim byl založen v roce 1949. Zakladateli kibucu byla skupina Židů z Latinské Ameriky napojená na sionistické mládežnické hnutí ha-Bonim Dror. Většinou šlo o Židy z Argentiny a Uruguaye. Obec je symbolicky pojmenována podle sousloví „mefalsej derech“ (razitelé cest). Název odkazuje na roli zdejších zakladatelů jako průkopníků židovské imigrace z Latinské Ameriky.
Od roku 1994 kibuc umožňuje přistěhování i nečlenům, tedy individuálním uchazečům o bydliště v této obci. Obec zároveň začala procházet stavební expanzí. V nové rezidenční čtvrti už žije 30 rodin. Celkem se v první fázi nabízelo 49 stavebních parcel (z nich jen čtyři zbývají dle stavu k roku 2010 neprodané), v druhé etapě má vyrůst 32 dalších domů. Tehdy prošel kibuc rovněž privatizací a zbavil se prvků kolektivismu ve svém hospodaření. Ve vesnici funguje mateřská škola, kulturní středisko, knihovna, synagoga, plavecký bazén a sportovní areály.
Kromě zemědělství (polní plodiny, sadovnictví, chov dobytka) se místní ekonomika orientuje i na průmysl. Působí zde nábytkářská firma Ziv Kitchen Industries.

## Demografie
Podle údajů z roku 2014 tvořili naprostou většinu obyvatel v Mefalsim Židé (včetně statistické kategorie „ostatní“, která zahrnuje nearabské obyvatele židovského původu ale bez formální příslušnosti k židovskému náboženství).
Jde o menší obec vesnického typu s dlouhodobě rostoucí populací. K 31. prosinci 2014 zde žilo 946 lidí. Během roku 2014 populace stoupla o 1,6 %.
| Rok            | 1961 | 1972 | 1983 | 1995 | 2001 | 2003 | 2004 | 2005 | 2006 | 2007 | 2008 | 2009 | 2010 | 2011 | 2012 | 2013 | 2014 |
| -------------- | ---- | ---- | ---- | ---- | ---- | ---- | ---- | ---- | ---- | ---- | ---- | ---- | ---- | ---- | ---- | ---- | ---- |
| Počet obyvatel | 235  | 418  | 441  | 340  | 378  | 445  | 458  | 531  | 573  | 587  | 593  | 919  | 970  | 932  | 919  | 931  | 946  |